# Sleen
Sleen è una località e un'ex-municipalità dei Paesi Bassi situata nella provincia di Drenthe. Soppressa il 1º gennaio 1998, parte del suo territorio, compreso il centro abitato, è stato incorporato in quello della municipalità di Coevorden mentre il resto è stato incorporato in quello della municipalità di Emmen.